# Vaitogi
Vaitogi è un villaggio delle Samoa Americane appartenente alla contea di Tualauta del Distretto occidentale.